# Titularbistum Musti in Numidia
Musti in Numidia (ital.: Musti di Numidia) ist ein Titularbistum der römisch-katholischen Kirche.
Die in Nordafrika gelegene Stadt war ein alter römischer Bischofssitz, der im 7. Jahrhundert mit der islamischen Expansion unterging. Er lag in der römischen Provinz Numidien.
| Titularbischöfe von Musti in Numidia |                         |                                      |               |                   |
| Nr.                                  | Name                    | Amt                                  | von           | bis               |
| 1                                    | Salvatore Gristina      | Weihbischof in Palermo (Italien)     | 16. Juli 1992 | 23. Januar 1999   |
| 2                                    | Andrej Glavan           | Weihbischof in Ljubljana (Slowenien) | 13. Mai 2000  | 7. April 2006     |
| 3                                    | Peter Štumpf SDB        | Weihbischof in Maribor (Slowenien)   | 24. Mai 2006  | 28. November 2009 |
| 4                                    | Paolo Martinelli OFMCap | Weihbischof in Mailand (Italien)     | 24. Mai 2014  | 1. Mai 2022       |
| 5                                    | Piotr Przyborek         | Weihbischof in Danzig (Polen)        | 6. Juli 2022  |                   |